# Ghent Kangri
Ghent Kangri (také Mount Ghent nebo Ghaint I) je hora v pohoří Karákóram vysoká 7 401 m n. m. nacházející se na západ od ledovce Siačen v oblasti pod kontrolou Pákistánu, ale velmi blízko hranic s Indií.

## Ghent Kangri II
Vrchol Ghent Kangri II se nachází v Indii 1,3 km severovýchodně od Ghent Kangri a je vysoký 7 343 m n. m.

## Prvovýstup
Na vrchol Ghent Kangri poprvé vylezl 4. června 1961 Wolfgang Axt, člen rakouské expedice.
Byly zaznamenány tři další výstupy na vrchol v letech 1977, 1980 a 1984.